# 1911 en Alberta
Chronologie de l'Alberta
- 1907
- 1908
- 1909
- 1910
- 1911
- 1912
- 1913
- 1914
- 1915

Cette page concerne des événements qui se sont produits durant l'année 1911 dans la province canadienne de l'Alberta.

## Politique
- Premier ministre : Arthur Lewis Sifton du Libéral
- Chef de l'opposition :
- Lieutenant-gouverneur : George Hedley Vicars Bulyea (en)
- Législature :

## Événements
- Début de la construction du Burns building immeuble de bureaux de 6 étages situé à Calgary[1].

- Mise en service du Dawson Bridge à Edmonton[2].

- Thomas Mawson, urbaniste d'origine britannique est chargé d'élaborer le plan de développement de Calgary[3].

## Naissances
- 20 juillet : Herbert Marshall McLuhan, né à Edmonton et mort le 31 décembre 1980 à Toronto, intellectuel canadien. Professeur de littérature anglaise et théoricien de la communication, il est un des fondateurs des études contemporaines sur les médias.

- 1 août : Gwendolyn M. Black, C.M., (1911-2005), musicienne et militante canadienne[4].